# Alsnö stadga

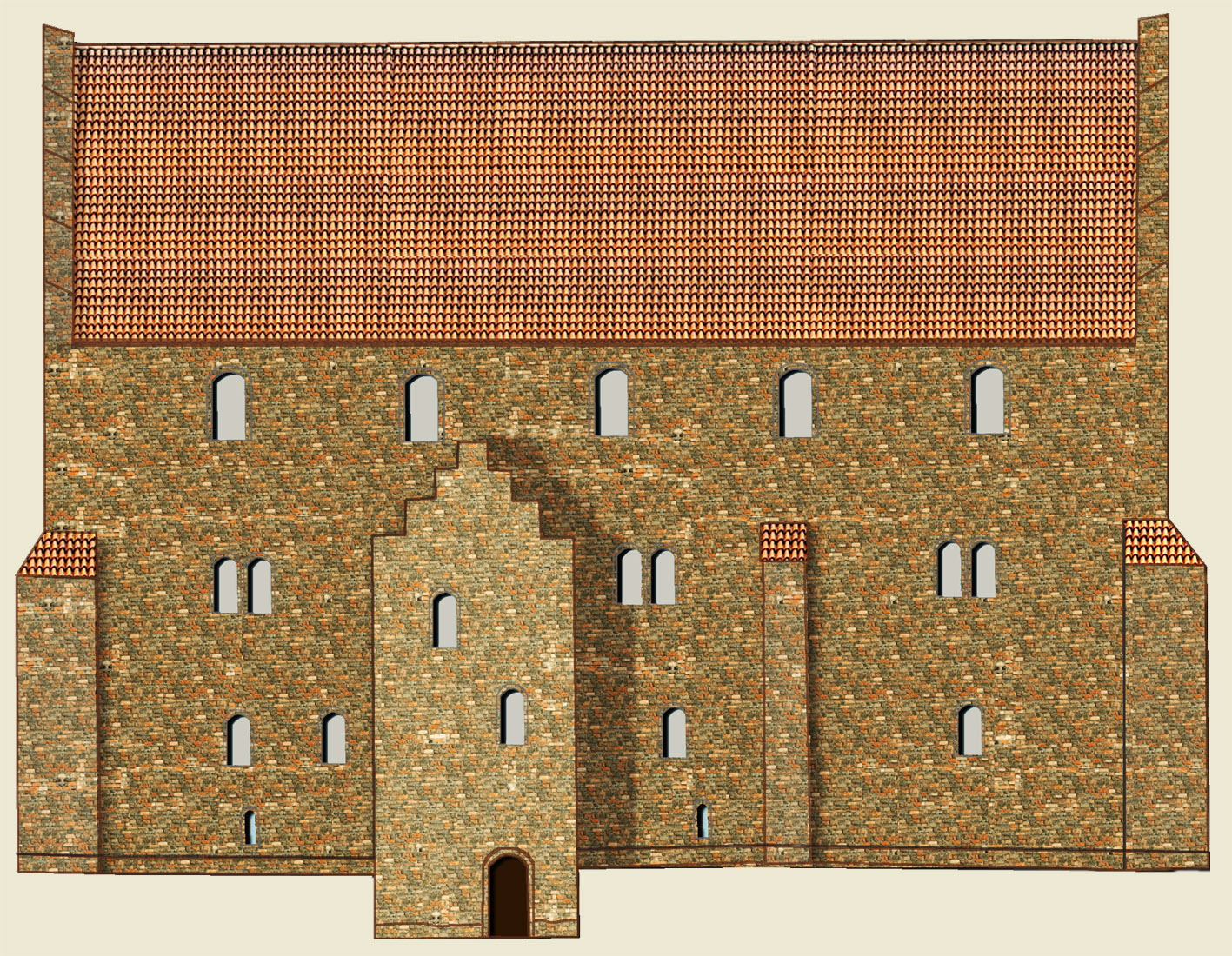
Rekonstruktion av Alsnö hus till utseende omkring år 1280.

Alsnö stadga är en stadga som utfärdades av kung Magnus Ladulås på Alsnö hus, troligen den 27 september 1280, i anslutning till ett möte med stormän där stadgans innehåll diskuterats.
Alsnö stadga har av äldre forskning setts som det dokument som konstituerar ett världsligt frälse i Sverige. En nyare forskningsinriktning hävdar däremot att stadgan snarare ytterligare formaliserar och skriftfäster ett redan existerande system.

## Stadgans form och innehåll
| ”                           | Ellighær mæðær þy at þæt ær wæl wærðuct, at þær sum os fylghiæ frammarmer baðþi mæð raðdhum oc hialpp, at þer havi mere æru, tha giwm wir allæ warue mæn oc wars kyæræ broðþors bænðigs oc allæ þerræ bryttiæ oc landbo oc allæ tha i therræ goz æru liðughæ af allum konongslicum ræt, swa oc allæ ærkibiskopsins swennæ oc allæ biscupænnæ swenæ. Wir wilium oc at allir þer mæn, ær mæð ørs þiænæ, at þer hawi þæt samæ frælsi, hwem sum þer þianæ hælst. | „ |
| – Artikel 3 av Alsnö stadga | |   |

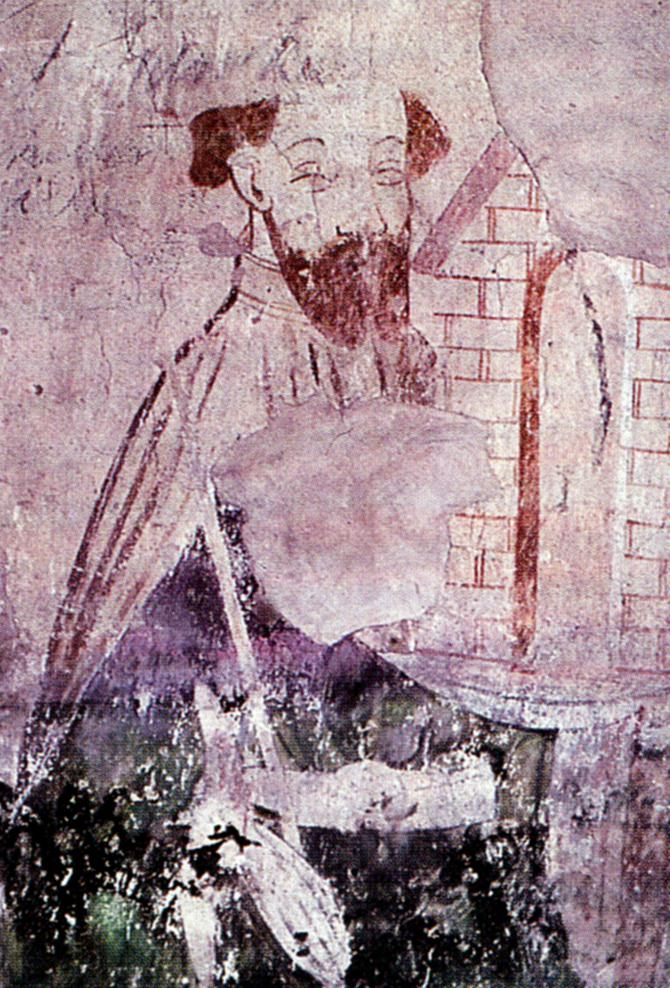
1400-talsporträtt av kung Magnus Ladulås på en vindsvägg i Riddarholmskyrkan i Stockholm.

Alsnö stadga är utformat som ett öppet kungligt brev, det vill säga riktat till "allum þem mannum ær þettæ breff se och høræ" ("alla som tar del av brevet genom att läsa det eller få det uppläst för sig"). Det ursprungliga brevet är inte bevarat. Stadgan är känd genom två avskrifter på fornsvenska från 1300-talets första hälft. Båda texterna kommer från handskrifter där de utgjort bilagor till Västgötalagen. Den äldre, från omkring 1325, har tillhört den så kallade Vidhemsprästen. 
Stadgans uppställning är standardmässig för ett medeltida latinskspråkigt diplom från 1200-talets slut. Den svenskspråkiga förlaga som de bevarade texterna kopierats från var sannolikt en samtida översättning av ett latinspråkigt original.
Stadgan är indelad i fyra artiklar. Artikel 1 är mycket utförlig, mer än tio gånger längre än någon av de övriga, och kan därför anses som stadgans huvudartikel. Den brukar ibland betecknas som "gästningsartikeln". Artikel 2 handlar om konungs edsöre, artikel 3 är den som ansetts konstituera eller åtminstone formalisera det världsliga frälset och därför ofta kallas "frälseartikeln". Artikel 4 handlar om kungliga ämbetsmäns olaga skatteuttag från bönderna.

### Artikel 1
Gästningsartikeln inleds med en problembeskrivning. Den kungör att det under en längre tid förekommit en ”osed”, nämligen att resande stormän med sina följen våldgästar bönder utan att göra rätt för sig. Enligt stadgan tömmer de böndernas lador men aldrigh æru þer swa rikir et þer willia eigh gistæ fatøkræ mannæ hus oc allæn sin cost hawæ vtæn pæningæ, oc nøtæ þet vp enæ littlæ stunð ær hin fatøke hawir længi arwuðþæt fore (ungefär: "aldrig är de så rika att de drar sig för att gästa en fattig mans hus och ta sig mat utan att betala och äter på en liten stund upp det som den fattige länge fått arbeta för"). Stadgan inskärper därför de bestämmelser som gäller för vägfarandes skyldigheter gentemot bönderna.
Artikeln stadgar att det i varje härad ska finnas en rättare som anvisar de vägfarande ett övernattningsställe hos någon bonde som ska erhålla ekonomisk kompensation för gästningen. Bötesbelopp fastställs för den som tredskar mot rättarens beslut. Om en bonde vägrar att ta emot en gäst ska han böta tre mark penningar, av vilka kungen och den resande får vardera en mark, häradet 16 örtug och rättaren 8 örtug penningar. Om rättaren inte kan anvisa en lämplig övernattningsplats döms han att betala sex mark, två till den resande, två till kungen och två till häradet. Om en vägfarande våldgästar en bonde och inte betalar för sig räknas det som rån. Den skyldige har då en månad på sig att erlägga 40 mark i böter, annars döms han fredlös ("uthlægær") i hela riket. Allmänt klargörs att gästning innebär en skyldighet från vilken endast undantas kungen och biskoparnas egna gårdar samt de gårdar som ägs av riddare och väpnare som är i kungens tjänst.

### Artikel 2
Stadgans edsöresartikel innehåller ett bekräftande av Birger jarls tidigare, numera försvunna, stadgor om edsöresbrott. Den första bestämmelsen gäller straffet för den som dräper någon i annans gård, offrets egen eller tredje parts. En sådan dråpsman döms "vtlaghðer" vilket innebär landsförvisning. Han mister all sin egendom ovan jord och döms "biltog" (fredlös) över hela riket, vilket innebär att han saklöst kan dödas av vem som helst om han påträffas inom rikets gränser. Egendomen delas i tre lika stora delar som går till målsägaren, kungen och häradet. Målsägaren kan dock, om förlikning ingåtts, begära hos kungen att förövaren får lösa sin biltoghet mot en avgift om 40 mark penningar som går till kungen. 
Artikeln stadgar "samu hæmð" (samma påföljd) får den som dräper eller sårar någon i kyrka eller på tinget, som bryter ingången förlikning, lemlästar eller våldtar någon eller griper en man för annan mans gärning.

### Artikel 3

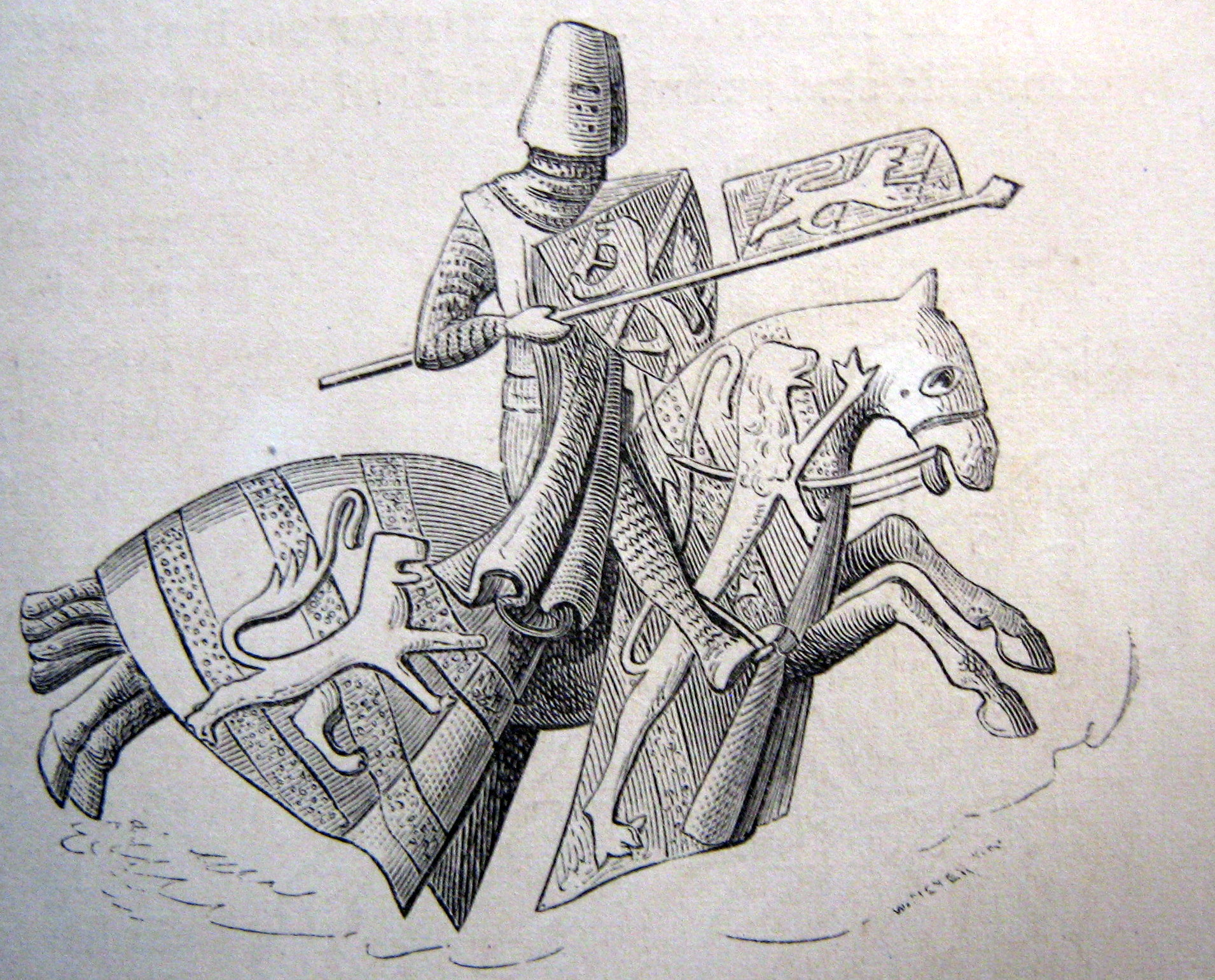
Bengt Birgersson (Bjälboätten), utsnitt ur hans sigill. Xylografi av Wilhelm Meyer ur Den svenska historien (1877).

Stadgans tredje artikel är den omdiskuterade så kallade "frälseartikeln". Den meddelar att:
"…ger vi alla våra män och vår käre bror Bengts män och alla deras brytar och landbor och alla dem som i deras gods finns, fria från all kunglig rätt. Dessutom alla ärkebiskopens svenner och alla biskoparnas svenner. Vi vill också att alla män som tjänar till häst att de skall ha samma frihet…" 
Det som diskuterats av forskningen är vad som ska innefattas i "kunglig rätt". Den vanligaste tolkningen har varit att uttrycket åtminstone täcker in de ordinarie ledungsskatterna och gengärden (den kungliga gästningsrätten). 
Ett annat problem är slutet på den mening som handlar om 'alla som tjänar till häst'. Den slutar nämligen: "…hwem sum þem þianaæ hælst" ("vem de än tjänar"). De historiker som vänt sig mot tanken att Alsnö stadga konstituerar frälset i Sverige har hävdat att det endast är denna detalj som var en nyhet vid stadgans utfärdande. De menar att en frihet från kungliga skatter och pålagor redan flera årtionden tidigare genomförts för de män som stod i direkt tjänsteförhållande till kungen. Alsnö stadga utvidgar enligt denna tolkning en redan befintlig frälsefrihet till att gälla även de lägre frälseskikten; de som tjänade kungens män innefattas nu också av stadgan i just begreppet "kungens män".  Frälsets framväxt ses i denna tolkning som en långvarig flerstegsprocess där Alsnö stadga snarare bekräftar redan existerande förhållanden än skapar en ny samhällsklass.

### Artikel 4
Den sista artikeln förbjuder innehavare av förläningar att självsvåldigt pålägga bönderna något slags utgifter eller prestationer utöver de ordinarie. Extra gästning eller skjutsningar får inte förekomma utan att bönderna inom förläningen medger sådana genom beslut vid tingen. Om bestämmelsen inte följs resulterar det i förlust av förläningen och skyldighet att erlägga ekonomisk ersättning till de drabbade bönderna.

### Artikel 5
| ” | Vid denna vår skipan var tillstädes många ärliga män och gåvo ja därtill och svuro att de skulle henne hålla och styrka med allt de gitte. Där var närvarande biskopar: Jakob (Israelsson) ärkebiskop av Uppsala, biskop Anund (Jonsson) av Strängnäs, biskop Kettil av Finland, biskop Assur av Växjö. Där var och tillstädes riddare: först vår broder Benedikt (Birgersson, hertig av Finland), så herr Ulvar Karlsson, herr Benedikt (Magnusson) lagman (i Östergötland), Magnus Jonsson, Svantepolk (Knutsson), Ulvar Holmgersson, Anund Haraldsson (lagman i Södermanland), Knut Mattiesson (riksdrots, lagman i Närke), Rörik Algotsson, Karl Haraldsson, Torsten Hunvidsson, Benedikt Jonsson, Ragnvald räv, Ragnvald Ingesson, Brynjolf Botillarson. Där var och närvarande herr Peter (Elofsson/Erlandsson, biskop i Västerås) vår kansler, herr Benedikt (Johansson Ängel) ärkedjäkne av Uppsala, prost Andreas (Andreasson And) och prost Jon (i Strängnäs). Nu, därtill att dessa mål, som vi har nu upptalt, måtte ha full fasthet, då låter vi vårt insegel för detta brev sätta. Och detta var skipat och skrivet i Alsnö efter Vår Herres födslodag tusen år och tuhundrade och åttatio och fem år. | „ |
| – | |   |

## Dateringsproblemet
Forskare noterade tidigt att de bevarade stadgetexternas självdatering till 1285 inte kunde vara riktig, eftersom det bland de närvarande vittnen som nämns i brevet finns två personer som dog redan 1281. Ärkedjäknen Bengt i Uppsala dog 9 september detta år och 25 oktober avled ärkebiskop Jakob Israelsson. Stadgan är högst troligt utfärdad före 9 september 1281. Det tidigaste möjliga datumet ges av stadgans inledning (intitulatio) där Magnus Ladulås tituleras "sweæ konungær oc gøtæ", en titel som togs i bruk någon gång mellan 15 maj och 9 juni 1279.
Det dateringsförslag som fått stöd av de flesta forskare presenterades 1948 av Hans Jägerstad och bygger på antagandet att översättaren har missförstått den sannolika latinska dateringsfrasen MCCLXXX quinto Kal. oct. och läst den "MCCLXXX quinto Kalendis octobris" och felaktigt lagt ordet "quinto" till årtalet. Därmed har översättaren enligt Jägerstad lagt fem år till det riktiga årtalet 1280 och fått dateringen 1 oktober 1285.
Enligt Jägerstad måste originalets dateringsfras med korrekt upplösta förkortningar ha varit "MCCLXXX quinto Kalendas octobris", vilket ger 27 september 1280. Dateringen får starkt stöd av ett bevarat originalbrev som visar att kung Magnus var på Alsnö 26 september. Ett stormannamöte där vid den tidpunkten passar också in i det politiska händelseförloppet med avrättningen av upprorsledarna i Stockholm en månad tidigare (20 augusti). Jägerstads dateringsförslag har accepterats som det mest sannolika av bland andra Jerker Rosén, Hugo Yrwing och Herman Schück. Även Erland Hjärne och Carl Göran Andræ har accepterat den som trolig även om de framhållit andra möjligheter.
Det enda alternativa förslag som fått starkt stöd av framstående forskare är andra halvan av maj månad 1279. För denna datering framfördes 1911 en detaljerad argumentation av Sven Tunberg som 1951 i en debatt med Jägerstad vidhöll sin uppfattning. Det starkaste stödet har Tunberg fått genom att Jan Liedgren, som tidigare stött Jägerstad, 1985 ändrade sin uppfattning på grund av det så kallade Växjöprotokollet. 
Detta protokoll, daterat 15 februari 1280, handlar om de flera grova brott ("uariis et multis criminibus")  som begåtts av Växjöbiskopen Ascer, en av Alsnö stadgas namngivna vittnen. Liedgrens ändrade ståndpunkt bygger på antagandet att Ascer knappast kan ha medverkat i ett sammanhang som Alsnö möte bara ett halvår efter det han befunnits skyldig till simoni och sexuellt umgänge med fyra kvinnor, av vilka två var gifta. Eftersom Ascer bevisligen var biskop ännu 1286 måste han ha då fått absolution av påven. Ett bevarat brev utfärdat av Ascer 24 juni 1283 i Orvieto under Martin IV:s pontifikat antyder att han själv reste till påven för att lägga fram sin sak. 
Liedgren menar att så tidigt som i september 1280 kan Ascer ännu inte ha fått absolution. Enligt gällande bestämmelser måste han ha legat under "lilla bannet" ("interdictio ingressus ecclesie") och därför kan Ascer inte ha medverkat i ett officiellt sammanhang på högsta riksnivå eftersom han inte tilläts utöva biskopsämbetet. Resonemanget står och faller med hur bokstavstroget den kanoniska rättens bestämmelser följdes i 1200-talets Sverige, en fråga som aldrig kommer att kunna besvaras.